# 関東申峻
関東 申峻（かんとう のぶたか、1993年2月20日 - ）は、日本の元ラグビー選手。

## プロフィール
- 岩手県出身[1]。
- 現役時代のポジションはウィング (WTB)。
- 身長 178 cm、体重 83 kg

## 略歴
高校からラグビーを本格的に始めた。
2011年、宮古高校卒業後、慶應義塾大学に入る。なお宮古高校時代、高校日本代表候補に選ばれたことがある。
2015年、慶應義塾大学卒業後、日本製鉄釜石シーウェイブスに加入。
2016年9月25日に行われたトップイーストリーグDiv.1第3節の日本IBMビッグブルー戦に途中出場で公式戦初出場を果たした。
2022年、現役を引退した。